# Viola senzanensis
Viola senzanensis är en violväxtart som beskrevs av Bunzo Hayata. Viola senzanensis ingår i släktet violer, och familjen violväxter. Inga underarter finns listade i Catalogue of Life.